# Miki
A Miki Fenyő Miklós 1983-ban, közvetlenül a Hungária együttes felbomlásának időszaka alatt készített első szólóalbuma. Az album elkészítésében külföldi zenészek és két német énekesnő működött közre. A rock and roll korszak különféle zenestílusaiban készült dalok szerzője egy kivételével Fenyő Miklós. Az album a maga idejében hanglemez és műsoros kazetta formátumban jelent meg, a CD kiadás időpontja 1999.

## Az album dalai
| 1. | Viva Rock and Roll!          | 3:01 |
| 2. | Rendezd át az iskolát        | 3:47 |
| 3. | Légy ma éjjel a társam       | 3:45 |
| 4. | Twistin at the Hot Dog Stand | 3:13 |
| 5. | Volt és lesz                 | 4:54 |
| 6. | C'est la vie                 | 3:01 |

| 7.  | Lépjük a lépcsőt                          | 4:29 |
| 8.  | Pony és a fru-fru girls                   | 3:24 |
| 9.  | Oh, Penny!                                | 3:00 |
| 10. | Hello, Rin-tin-tin                        | 3:22 |
| 11. | Angyali szerelem                          | 2:54 |
| 12. | Double bubble (Chips Leather szerzeménye) | 3:24 |

## Közreműködők
- Fenyő Miklós: ének, zongora, tangóharmónika

Chips, Cherry and the Chaps együttes: 
- Chips: ének, vokál
- Cherry: ének, vokál
- Butch Rudow: gitár
- Billy Bob Howell: dob, ütőhangszerek
- Barney Weinberger: zongora
- Herbie H. Heart: szaxofon
- Rockin' Jonny Dee: basszusgitár
- Dáci (Fenyő Dávid): ének
- Várkúti Géza: zenei rendező
- Kálmán Sándor: hangmérnök